# Stein – Rachelsberg

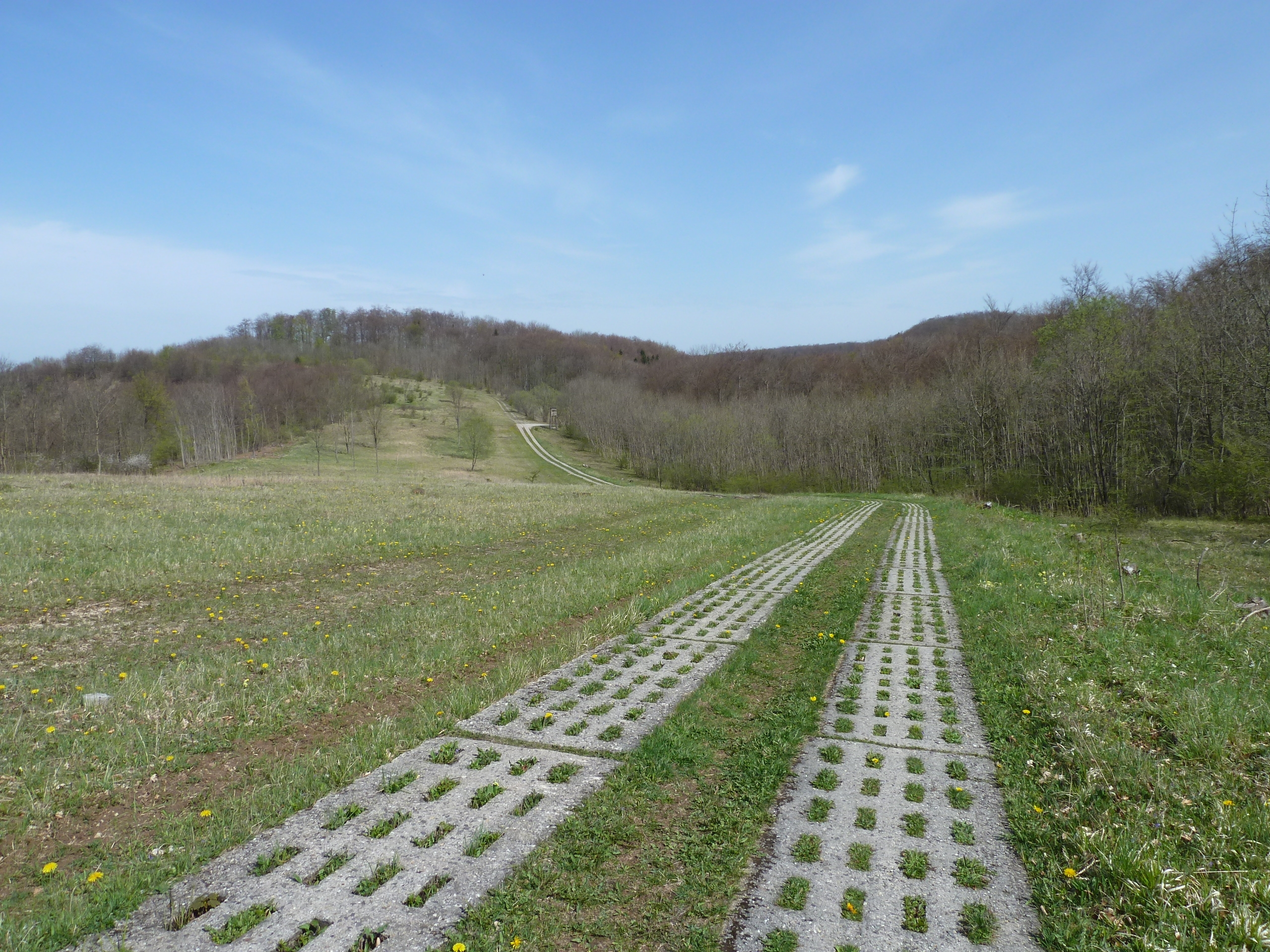
Kolonnenweg der DDR_Grenztruppen am Hesselkopf

Das Naturschutzgebiet Stein – Rachelsberg liegt südwestlich von Heilbad Heiligenstadt  im Landkreis Eichsfeld in Thüringen und nordöstlich von Bad Sooden-Allendorf an der Landesgrenze zu Hessen.

## Lage
Das Naturschutzgebiet befindet sich in den nördlichen Ausläufern der Gobert zwischen den Orten Asbach-Sickenberg im Südwesten, Dietzenrode/Vatterode im Nordwesten, Weidenbach im Nordosten und Wiesenfeld im Südosten.
Geologisch bestehen die Berg- und Hanglagen überwiegend aus Unterem Muschelkalk, die Täler aus Oberen Buntsandstein (Röt) und im Bereich der Burg Altenstein auch mittlerem Buntsandstein, die durch Erosionserscheinungen und Bergstürze auch von Muschelkalk bedeckt werden. Gekennzeichnet ist die Landschaft durch zahlreiche Bergkuppen mit ihren zerklüfteten Relief und Felsstürzen. Folgende Berge sind ganz oder teilweise Teil des Schutzgebietes: Rachelsberg (523,4 m), Dieberg (bis 510 m), Hesselkopf (506,0 m), Goburg (bis 500 m), Auf dem Stein (496,1 m), Kahlenberg (8460,8 m), Iberg (426,1 m) und Scharfenberg (375,6 m).
Verkehrswege führen nicht durch das Gebiet, es wird aber durch zahlreiche Wanderwege erschlossen, unter anderem dem Premiumweg Eichsfelder Schweiz bei Asbach-Sickenberg (P16).
Die bewaldete Muschelkalk-Berglandschaft wird aufgrund ihrer landschaftlichen Schönheit auch als Eichsfelder Schweiz bezeichnet, obwohl der größere Teil der Region bis 1945 zu Hessen gehörte. Die Burgruine Altenstein liegt zwar mitten im Schutzgebiet, die Ruine und das umgebende Areal ist aber nicht Bestandteil des Naturschutzgebietes.

## Bedeutung
Das 505,95 ha große Gebiet mit der NSG-Nr. 068 wurde im Jahr 2023 unter Naturschutz gestellt.
Auf einem 150,2 ha großen Bereich zwischen dem Kahlenberg und dem Rachelsberg erfolgt keine forstliche Nutzung.  Auf hessischer Seite schließt sich das NSG Kalkklippen südlich des Iberges an.
Das Naturschutzgebiet ist Teil folgender Schutzgebiete:
- FFH-Gebiet Nr. 19 "Stein – Rachelsberg – Gobert"
- Vogelschutzgebiet "Werrabergland südwestlich Uder"
- Landschaftsschutzgebiet Obereichsfeld
- Biotopverbund Eichsfeld-Werratal entlang des Grünen Bandes